# ATP Бордо
ATP Бордо (на английски: ATP Bordeaux) е турнир по тенис за мъже, провеждан в Бордо, Франция.

## История
Гран При на Бордо е тенис турнир за мъже, основан през 1979 г. като Бордо Оупън. Турнирът е наследник на Бордо Интернешънъл (1907 – 1969), който се е играл на същото място. Провежда се ежегодно под вариации на името, включително Гран При Пасинг Шот и е част от тенис веригата Гран При. След това става е част от ATP Тур до 1995 г.
Турнирът се игра на две различни настилки по време на неговото провеждане, клей от 1979 до 1990 г., и твърда от 1991 до 1995 г.
През 1995 г. лицензът за турнира е продаден на Асоциацията по тенис на трева (LTA) на Великобритания срещу такса от $620 000.

## Финали

### Сингъл
| Година | Шампион           | Финалист            | Резултат                          |
| ------ | ----------------- | ------------------- | --------------------------------- |
| 1995   | Яхия Думбиа       | Якоб Хласек         | 6 – 4, 6 – 4                      |
| 1994   | Уейн Ферейра      | Джеф Таранго        | 6 – 0, 7 – 5                      |
| 1993   | Серхи Бругера     | Диего Наргисо       | 7 – 5, 6 – 2                      |
| 1992   | Андрей Медведев   | Серхи Бругера       | 6 – 3, 1 – 6, 6 – 2               |
| 1991   | Ги Форже          | Оливие Делатре      | 6 – 1, 6 – 3                      |
| 1990   | Ги Форже          | Горан Иванишевич    | 6 – 4, 6 – 3                      |
| 1989   | Иван Лендъл       | Емилио Санчес       | 6 – 2, 6 – 2                      |
| 1988   | Томас Мустер      | Роналд Аженор       | 6 – 3, 6 – 3                      |
| 1987   | Емилио Санчес     | Роналд Аженор       | 5 – 7, 6 – 4, 6 – 4               |
| 1986   | Паоло Кане        | Кент Карлсон        | 6 – 4, 1 – 6, 7 – 5               |
| 1985   | Диего Перес       | Джими Браун         | 6 – 4, 7 – 6                      |
| 1984   | Хосе Игерас       | Франческо Канчелоти | 7 – 6, 6 – 1                      |
| 1983   | Пабло Арая        | Хуан Агилера        | 7 – 5, 7 – 5                      |
| 1982   | Ханс Гилдемайстер | Пабло Арая          | 7 – 5, 6 – 1                      |
| 1981   | Андрес Гомес      | Тиери Туласне       | 7 – 6, 7 – 6, 6 – 1               |
| 1980   | Марио Мартинес    | Джани Оклепо        | 6 – 0, 7 – 5, 7 – 5               |
| 1979   | Яник Ноа          | Харолд Соломон      | 6 – 0, 6 – 7, 6 – 1, 1 – 6, 6 – 4 |